# 阿古斯塔韦斯特兰AW109直升机
阿古斯塔韦斯特兰AW109（AgustaWestland AW109）是由意大利阿古斯特維斯特蘭生产的轻型、双发、八座多用途直升机。
AW109于1971年8月4日首飞，目前单价约为630万美元。

## 主要使用国家

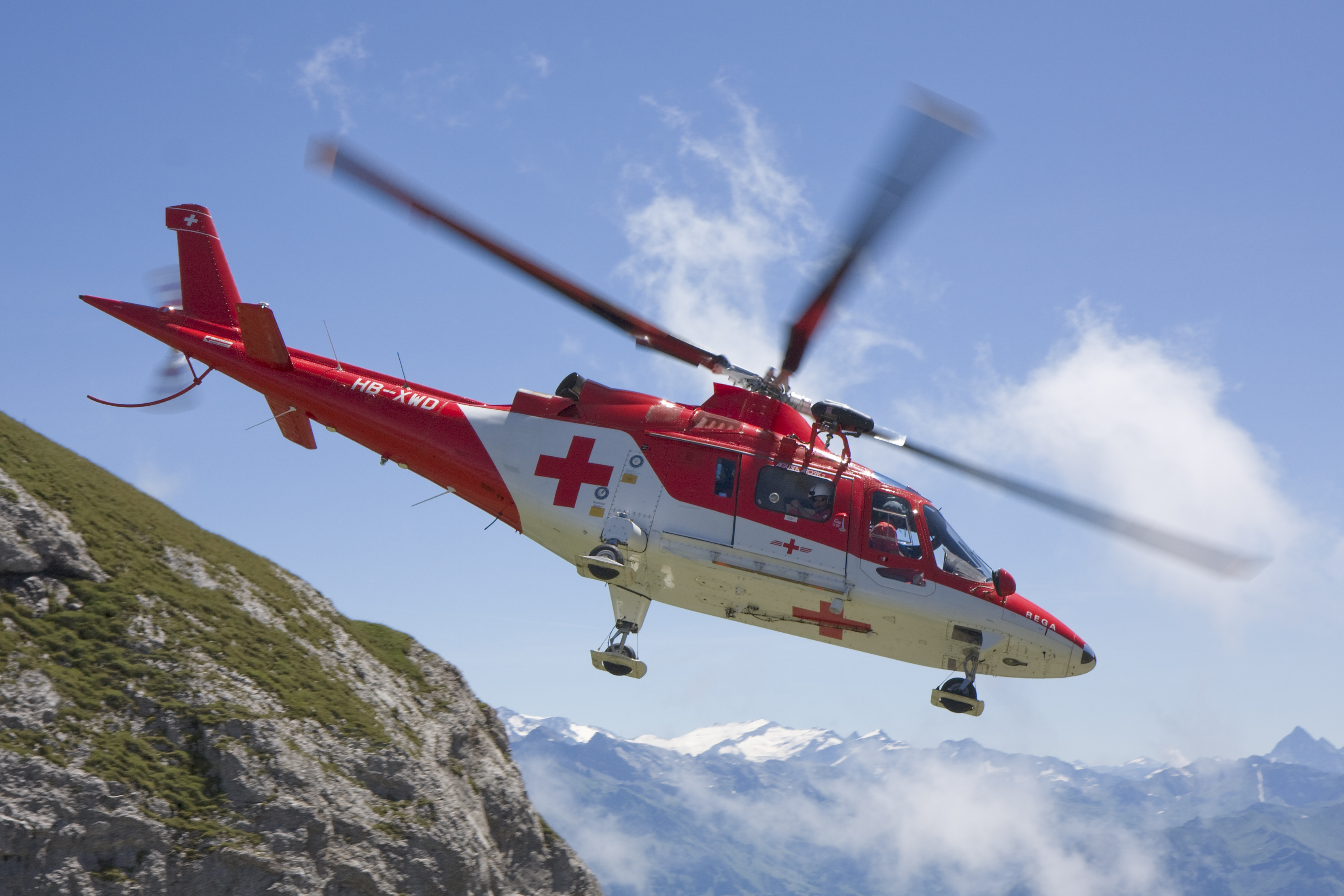
救援型

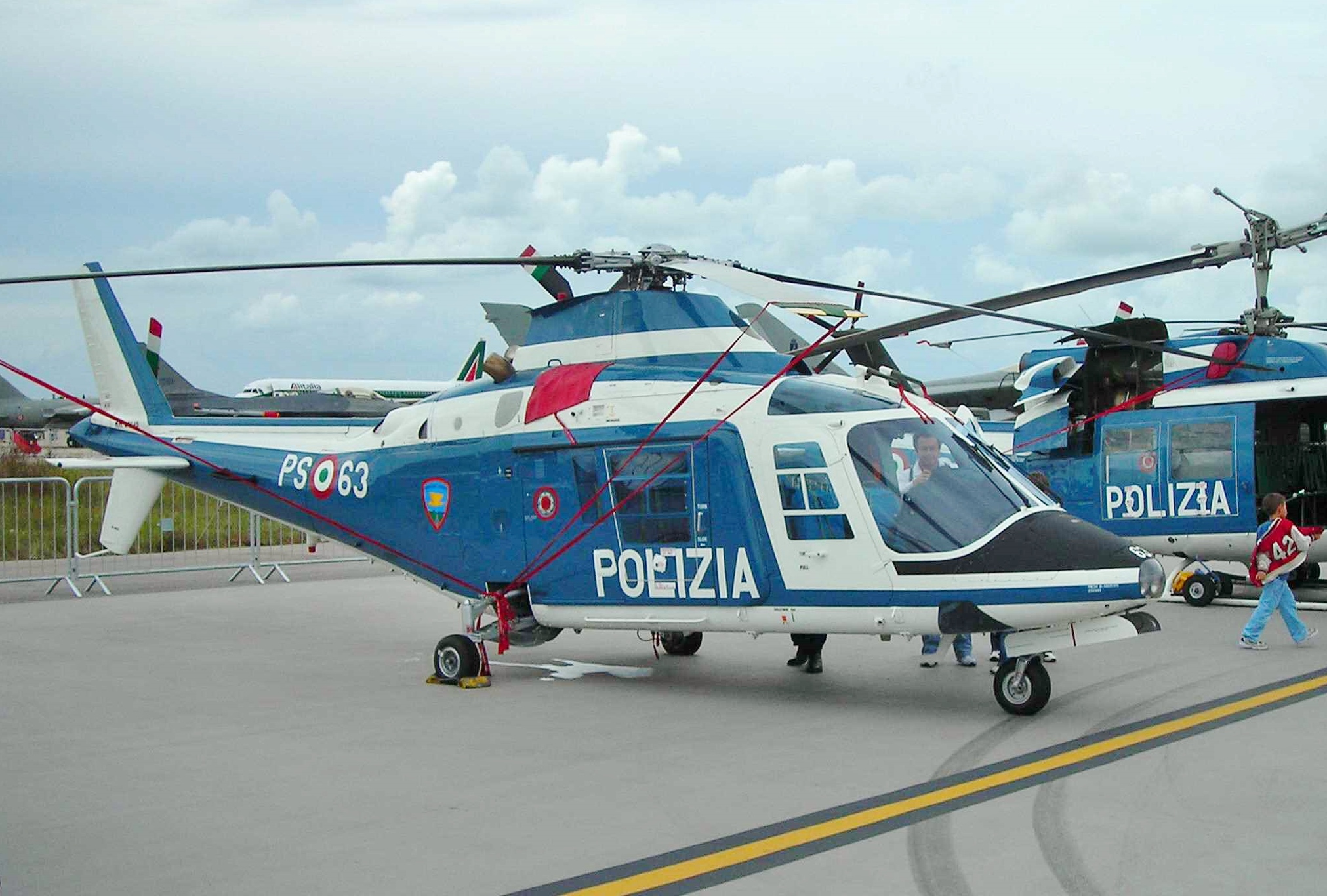
警用型

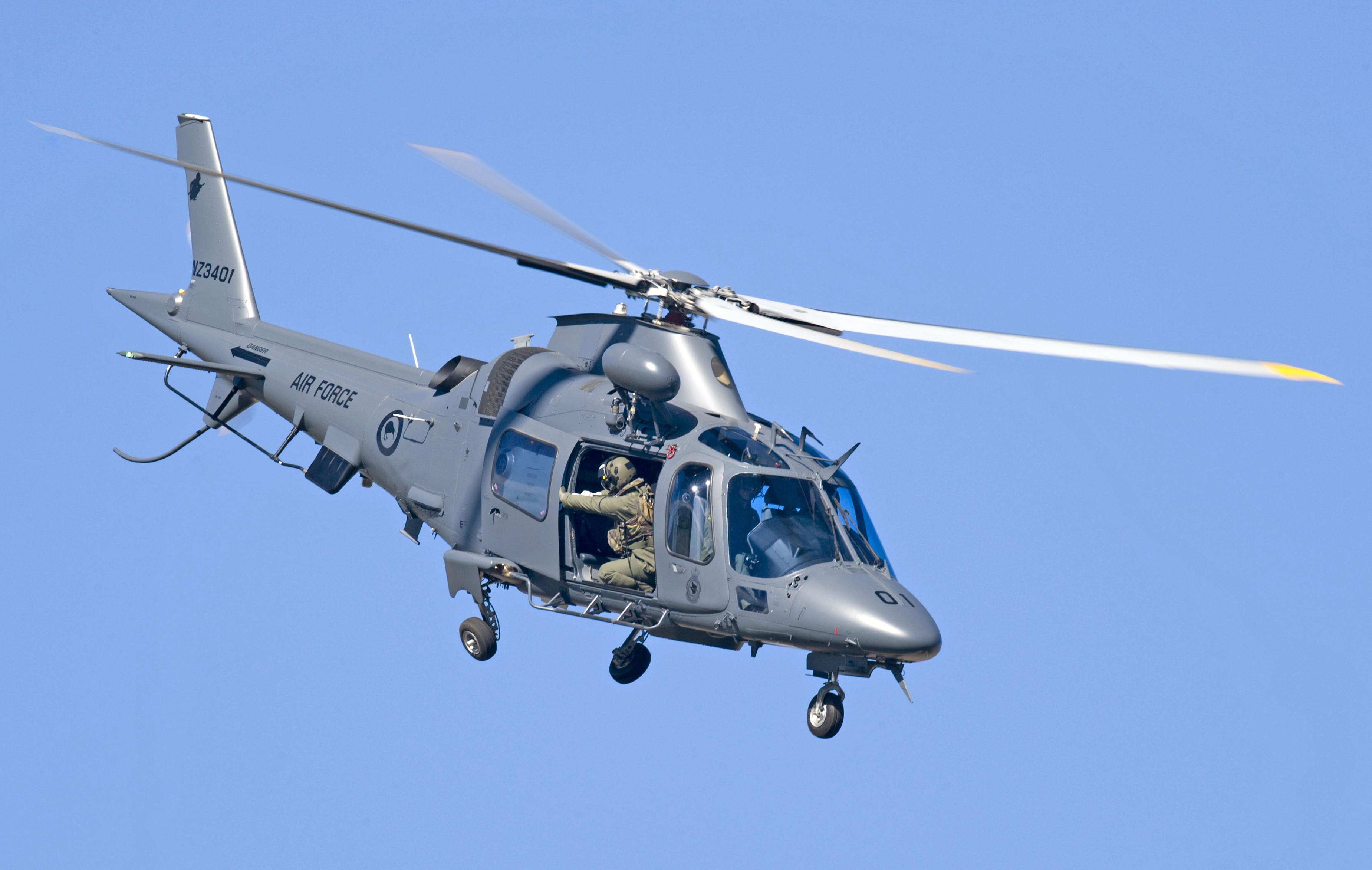
軍用型

- 阿尔巴尼亚
- 阿根廷
  - 阿根廷陆军
- 澳大利亚
  - 澳大利亚皇家海军
- 比利时
  - 比利时空军
- 贝宁
- 保加利亚
- 中国
- 智利
  - 智利武警
- 加纳
- 希腊
  - 希腊空军
- 意大利
- 新西兰
  - 新西兰皇家空军
- 拉脱维亚
- 马来西亚
  - 马来西亚陆军
  - 马来西亚海岸警卫队
  - 马来西亚消防与救援部
- 墨西哥
- 尼日利亚
- 巴拉圭
- 秘鲁
- 南非
- 瑞典
- 英国
  - 英国陆军航空兵
  - 帝国试飞员学校
  - 英国皇家空军
- 美国
  - 美国海岸警卫队
- 委内瑞拉
- 菲律賓
  - 菲律賓海軍[1]
  - 菲律賓空軍[2]

## 技术参数

### 基本参数
- 机组人员：1-2人
- 乘客：6-7人
- 长：13.04米
- 螺旋桨直径：11米
- 高：3.5米
- 空载重：2吨
- 最大起飞重量：2.85-3吨
- 发动机：2台普惠加拿大206C（567匹马力）或2台透博梅卡阿赫尤2K1涡轮轴发动机（571匹马力）

### 性能
- 最大速度：285公里/小时
- 最大航程：964公里
- 最高升限：5974米
- 爬升率：9.8米/秒

## 外部連結
- AgustaWestland AW109 Power page
- AgustaWestland Grand page
- A109S presentation on BlueSkyRotor （页面存档备份，存于）